# Aeshna crenata
Aeshna crenata (tên tiếng Anh là Siberian Hawker) là một loài chuồn chuồn ngô thuộc họ Aeshnidae. Nó được tìm thấy ở Belarus, Phần Lan, Latvia, Litva, và Nga. Môi trường sống tự nhiên của chúng là hồ nước ngọt và đầm nước ngọt.

## Hình ảnh

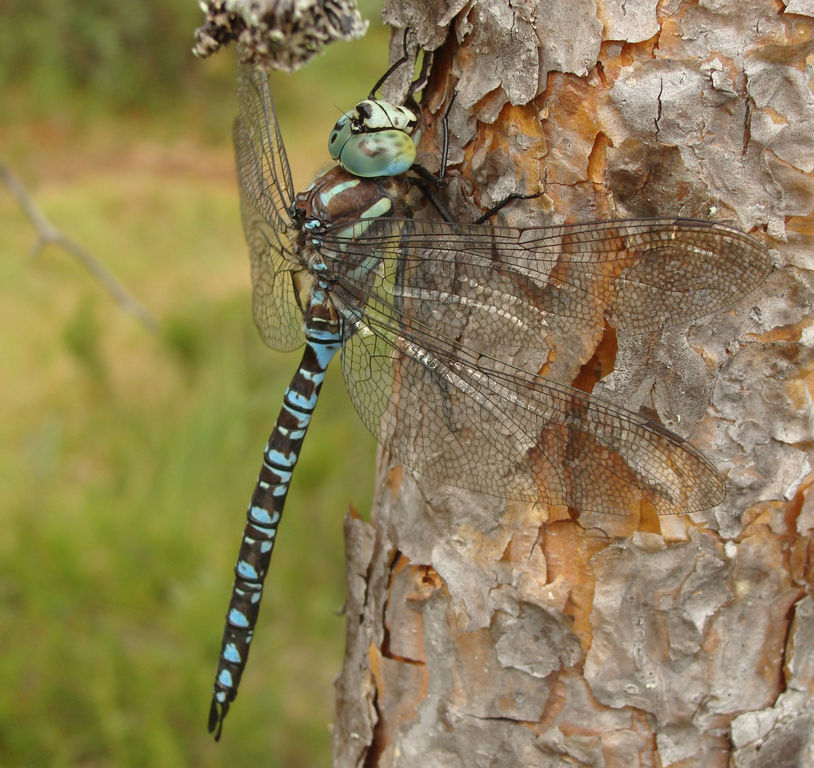